# Musée de l'Orangerie
Musée de l'Orangerie (česky Muzeum Oranžérie) je muzeum umění v Paříži, které vystavuje malíře z období impresionismu a postimpresionismu. Galerie se nachází v bývalé oranžérii v jihozápadním rohu Jardin des Tuileries u Place de la Concorde. Výstavní plocha činí 6300 m2. Ve sbírkách jsou zastoupeni umělci Claude Monet, Paul Cézanne, Henri Matisse, Pablo Picasso, Auguste Renoir, Amedeo Modigliani, Henri Rousseau, André Derain, Chaïm Soutine, Marie Laurencin, Maurice Utrillo, Paul Gauguin, Alfred Sisley nebo Kees van Dongen. Muzeum navštíví ročně zhruba 450 000 osob.

## Historie
Budova oranžérie vznikla v roce 1853 a jejím autorem je architekt Firmin Bourgeois. Stavbu dokončil architekt Ludovico Visconti. V roce 1920 byla oranžérie vybrána pro vystavení cyklu Monetových leknínů, které malíř daroval státu. Byla zahájena rekonstrukce pod vedením hlavního architekta Louvru Camilla Lefèvra a muzeum bylo pro veřejnost otevřeno v roce 1927. V roce 1965 byla v muzeu umístěna sbírka Walter - Guillaume darovaná francouzskému státu za podmínky, že nebude rozptýlena. V roce 2006 proběhla rekonstrukce muzea za 30 milionů eur. V roce 2010 bylo muzeum připojeno k Musée d'Orsay.